# Torre de San Vicente (Benicasim)
La torre de San Vicente situada en la Avenida Ferrandis Salvador de Benicasim (Provincia de Castellón, España), construida en el siglo XVI en estilo renacimiento, constituía una de las dieciocho torres de vigía con que contaba a lo largo de la costa lo que es hoy la provincia de Castellón, y que tenían como misión la vigilancia y defensa de sus costas.
Escolano cuando efectúa el recorrido por todas ellas dice de ésta: "En el Grao de Castellón que es una casa donde se recogen los pescadores y sus jarcias hay una torre a una legua y media de la de Mijares (actualmente desaparecida), por la costa guardada con dos de a pie y dos a caballo. Desta se toma la vereda cosa de una legua a la torre de la Olla de Benicasim, a quien precede un poco antes la punta del Marjal. Guardan esta torre, dos soldados de a pie y dos de a caballo y desde ella se camina a la de San Julián una legua; y de esta a la de las Colomeras, un cuarto donde se cuela en el mar el cabo que llaman de las Colomeras los marineros".
Toda esta zona vivía momentos de auténtica inseguridad, como consecuencia de los continuos ataques corsarios. Precisamente, la llamada Olla de Benicasim, lugar resguardado para el calado de embarcaciones, constituía uno de los lugares preferidos para el desembarco de corsarios y berberiscos. De ahí que, a mediados del siglo XVI se construyera la Torre de San Vicente, por decisión tomada en las Cortes de Monzón. Cavanilles dice "El mar hace aquí un arco que se apoya al norte de la punta, donde está la torre Colomer y al mediodía en la de Almazora y abrigan las embarcaciones pequeñas. Las galeotas y xabeques de los moros se han valido de ella para ocultarse y hacer sus piraterías".

## Descripción
La torre, que tenía situado a su lado un antiguo Cuartel primero de Carabineros y desde 1939 de la Guardia Civil que fue derruido en el año 2011, constituye un fuerte bastión. Es de planta cuadrada, construido de mampostería aconcertada y angulares de sillar. Tiene un matacán aspillarado y en los esquinales de la parte posterior que da al mar, dos torrecillas circulares a la altura de la terraza.
Se accede al interior por una sola puerta que se encuentra a un metro ochenta del nivel del suelo. La planta está dividida por dos paredes en forma de cruz con acceso a las cuatro salas, por medio de cuatro pequeñas puertas. En una de las salas hay una chimenea y una estrecha escalera que da acceso a la terraza de la torre. Dicha terraza se apoya en una gran bóveda situada a cinco metros del piso del salón.
En el año 2012 y gracias a un proyecto de accesibilidad y ordenación del uso público de la Torre de San Vicente, su entorno es intervenido, creando espacios ajardinados en el lugar en el que anteriormente se ubicara el Cuartel de la Guardia Civil y conectando la Torre con el centro urbano de Benicasim mediante el Paseo de las Artes.